# Eksplozja wagonów kolejowych na Podgórzu

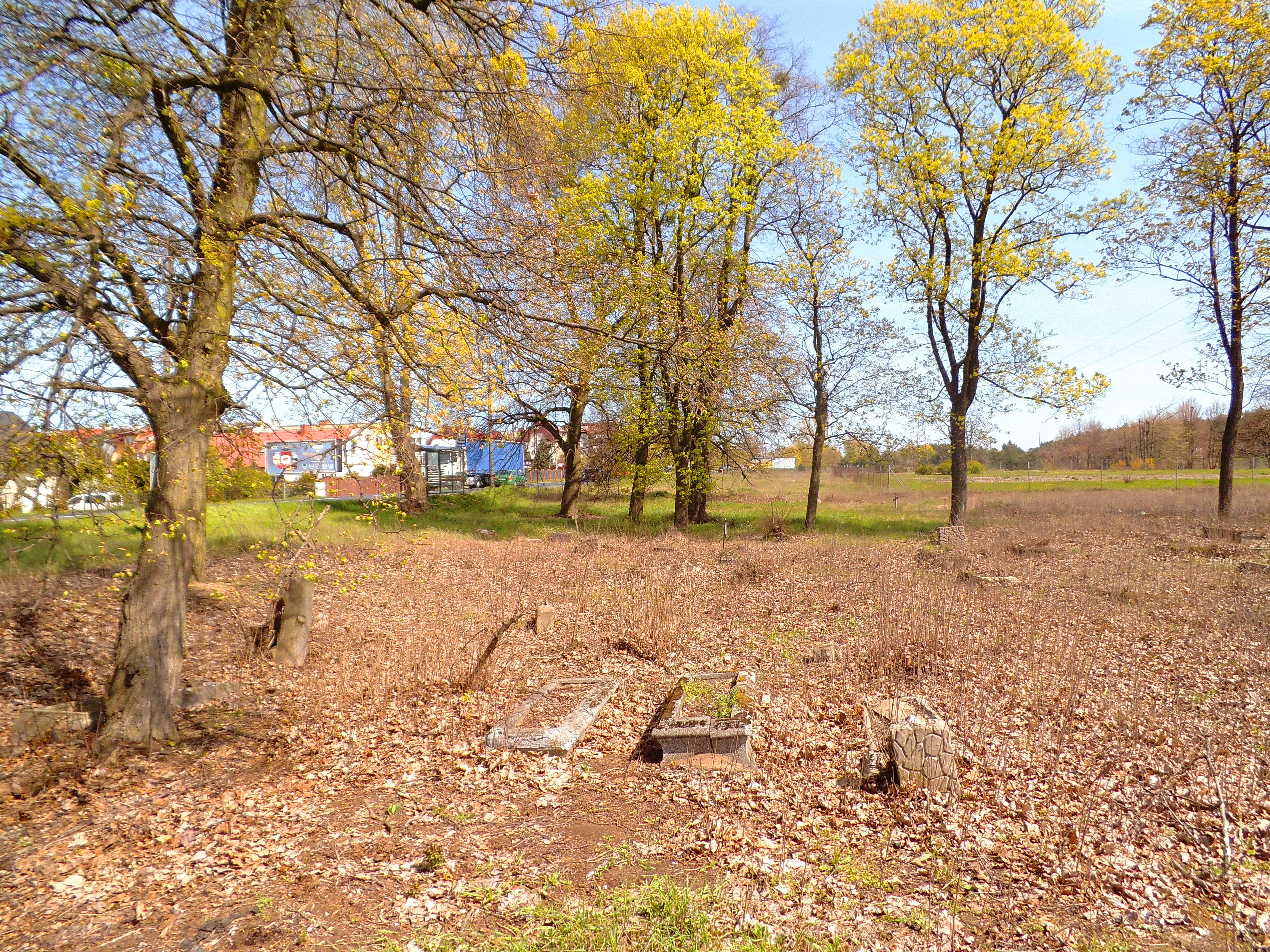
Cmentarz ewangelicki (tzw. nowy) w Toruniu, na którym pochowano część ofiar eksplozji

Eksplozja wagonów kolejowych na Podgórzu – katastrofa kolejowa, która miała miejsce 24 stycznia 1945 roku na toruńskim Podgórzu, spowodowana wybuchem dwóch wagonów kolejowych, wypełnionych trotylem (według innego źródła: wypełnionych pociskami i dynamitem). W wyniku wybuchu zginęło co najmniej 31 osób. Wybuch zniszczył 240 budynków.

## Przyczyny eksplozji
Wagony z 40 tonami trotylu sprowadzono z prawobrzeżnej części Torunia i ustawiono na bocznicy w pobliżu Browaru Pomorskiego. Według jednej relacji, Niemcy polecili przetoczenie wagonów do parowozowni na dworcu Toruń Główny, by tam wysadzić je w powietrze. Polscy kolejarze, chcąc zachować parowozownię, odstawili je na tor odległy od zabudowań kolejowych, ale sąsiadujący z dzielnicą mieszkaniową. Według innego przekazu Niemcy, prowadzący wówczas bezpośrednie walki z nacierającą armią radziecką, odstawili wagony w pobliże Browaru Pomorskiego, chcąc wysadzić jak największą część Podgórza. Około godziny 14 wagony podpalono. Inna hipoteza mówi, że wagony miały być przetransportowane gdzieś dalej, ale pod browarem uderzył w nie pocisk radziecki.

## Ofiary
Wśród ofiar znalazło się 31 Polaków, głównie mieszkańców Podgórza i kolejarzy. Zginęli również pacjenci niemieckiego szpitala polowego, znajdującego się w podziemiach budynku Browaru. Nieznana jest liczba zmarłych Niemców. Listę polskich ofiar ustaliła Karola Ciesielska, polska historyk zajmująca się dziejami Podgórza. Większość ofiar stanowią mieszkańcy ulicy Młyńskiej. Część ofiar pochowano na tzw. nowym cmentarzu ewangelickim przy ulicy Poznańskiej.

## Straty materialne
Stopień zniszczeń na lewobrzeżnym Toruniu wyniósł ok. 20%. Zniszczone lub uszkodzonych zostało 240 budynków. Eksplozja zniszczyła między innymi Browar Pomorski, będący największym zakładem przemysłowym w tej części miasta. Zniknęły kamienice, hotel z restauracją i kino (tj. Poznańska 69, 71 i 73). Kościół Świętych Apostołów Piotra i Pawła został zniszczony w 50%, a zabudowania klasztorne i gospodarcze w 68%. Zniszczone zostały również zabudowania przy ulicach Młyńskiej, Pokątnej i Parkowej. Uszkodzone zostały kamienice przy ul. Poznańskiej 36, 38, 46, 67, 78, 84 i 96 (tzw. Kamienica Szeczmańskich). Uszkodzony został również budynek przy ul. Poznańskiej 63/65, gdzie mieściła się poczta, oraz sąsiadujący z nią budynek (niezachowany). W 1947 roku stwierdzono, że kamienice i oficyny pod numerami 36, 46 i 67 nadają się wyłącznie do rozbiórki.
Straty oszacowano na ponad 80 mln złotych. Podmuch dotarł do prawobrzeżnego Torunia. Wskutek wybuchu ucierpiały witraże w katedrze św. Janów oraz w kościele Wniebowzięcia Najświętszej Marii Panny na Starym Mieście. Pierwszą konserwację witraży w katedrze św. Janów przeprowadził Jan Zdziubany (pod kierownictwem Edwarda Kwiatkowskiego) w 1952 roku, drugą Konstanty Łyskowski w 1972 roku.
Eksplozja poczyniła największe spustoszenie na Podgórzu podczas II wojny światowej.

## Upamiętnienie
12 września 2011 roku odsłonięto tablicę z nazwiskami polskich ofiar, które zginęły w wyniku eksplozji wagonów. Tablicę umieszczono na głazie zainstalowanym w parku przy ulicy Poznańskiej. Pomnik powstał w wyniku inicjatywy Karoli Ciesielskiej, Wiceprezes Towarzystwa Miłośników Torunia.